# Gigi Allens
Gigi Allens (Sídney, 21 de octubre de 1986) es una actriz pornográfica y modelo australiana.

## Carrera
Gigi debutó a la edad de 26 años al trasladarse a California en el año 2013. Antes de ejercer como actriz, en su país Australia ofrecía servicios de dominatrix o BDSM en salones privados para adultos de Sídney y ocasionalmente en Melbourne. Actualmente en algunas de sus películas realiza ese tipo de escenas.
En 2016 grabó su primera escena de sexo anal en la película First Anal, donde también grabaron sus primeras escenas Whitney Westgate, Rebel Lynn y Karla Kush.

## Vida personal
Gigi afirma haber perdido su virginidad a la edad de 14 años al sentir necesidad de tener sexo y también haber empezado a masturbarse con juguetes sexuales desde los 5 años.
Al parecer le gusta el punk.